# 소년 만화
소년 만화(少年漫画 쇼넨망가[*]}는 소년을 중심으로 한 만화이다.

## 개요
구체적으로는 소년 만화 잡지(소년 잡지)에 게재되어 있는 것으로 소년만화가 분류된다. 1960년대 중반까지 남중생을 위한 만화였지만 1960년대 말부터는 독자층을 크게 넓히고, 고교생 이상의 높은 연령층을 위한 작품도 많아졌다. 스토리는 기본적으로 전투(배틀)과 파워 게임을 선호하고, 모험과 액션 등 주인공의 싸움과 성장을 테마로 한 것이 많다.
다만 스포츠를 소재로 한 것, 취미를 소재로 한 것(미디어 믹스화한 상업 전략적인 작품도 많다), 놀이기구와 로봇, 미래 발명기구 등의 기계가 다수 등장하는 SF 작품도 소년 만화가 좋아하는 주제이다.

## 주요 작품
- 기동전사 건담 시리즈
- 드래곤볼
- 슬램덩크
- 명탐정 코난
- 요리왕 비룡
- 원피스
- 나루토
- 블리치
- 가정교사 히트맨 리본
- 은혼
- 페어리 테일
- 귀멸의칼날
- 약속의 네버랜드
- 하이큐
- 헌터×헌터
- 토리코
- 죠죠의 기묘한 모험
- 쿠로코의 농구
- 주술회전
- 겁쟁이 페달
- 체인소 맨
- 진격의 거인
- 데스노트
- 나의 히어로 아카데미아
- 강철의 연금술사
- 누라리횬의 손자
- 소울 이터
- 세인트 세이야
- 디 그레이맨
- 블랙 클로버
- 마기
- 소년탐정 김전일
- 유희왕
- 일곱 개의 대죄
- 암살교실
- 식극의 소마
- 닥터 스톤
- 월드 트리거
- 노라가미
- 4월은 너의 거짓말
- 바람의 검심
- 북두의 권
- 바쿠만
- GTO(반항하지마)
- 봉신연의
- 샤먼킹
- 히카루의 바둑
- 테니스의 왕자
- 터치
- 불멸의 그대에게
- 아이실드 21
- BEASTARS
- 불꽃 소방대
- 청의 엑소시스트
- 에덴즈 제로
- 순백의 소리
- 저 너머의 아스트라
- 어둠의 인형사 사콘
- 다윈즈 게임
- 유유백서
- 지옥선생 누베
- 혈계전선
- 일하는 세포
- 스켓 댄스
- 벨제바브
- 마왕성에서 잘 자요
- 이누야샤
- 파이어 펀치
- 더 파이팅
- 내일의 죠
- 메이저 세컨드
- 다이아몬드 에이스
- 거인의 별
- 마징가 Z
- 시티 헌터
- 괴물사변
- 베이비 스텝
- DAYS
- 경계의 린네
- 창궁의 아리아드네
- 기동경찰 패트레이버
- 무효와 로지의 마법률상담사무소
- 기숙학교의 줄리엣
- 바키
- 플래티넘 엔드
- 미래일기
- 메다카 박스
- 5등분의 신부
- 소라의 날개
- 여친, 빌리겠습니다
- 학생회 임원들
- 런웨이에서 웃어줘
- 도쿄 리벤저스
- 데드맨 원더랜드
- 블루 록
- 스파이 패밀리
- 괴수 8호
- 언데드 언럭
- 마슐
- 장송의 프리렌
- 근육맨
- 철야의 노래
- 흡혈귀는 툭하면 죽는다
- 죄수 리쿠
- 프라레스 산시로
- 악마에 입문했습니다! 이루마 군
- 마도정병의 슬레이브
- 시끌별 녀석들
- 단다단
- 나와 로보코
- 최강! 탑플레이트

## 소년 만화 잡지

### 일본
※ 최소 3개 이상의 소년 만화지를 발행하는 출판사만 소개.
- 강담사
  - 주간 소년 매거진
  - 매거진 SPECIAL
  - 별책 소년 매거진
  - 매거진 드래곤
  - 월간 소년 매거진
  - 월간 소년 매거진 +
  - 잡지 이노
  - 월간 소년 시리우스
  - 월간 소년 라이벌
  - 소년 클럽

- 소학관
  - 주간 소년 선데이
  - 주간 소년 선데이 S
  - 소년 선데이 특별 증간 R
  - 별책 소년 선데이
  - 보이즈 라이프
  - 소년 빅 코믹
  - 하이퍼 코로 코로
  - 코믹 GOTTA

- 집영사
  - 주간 소년 점프
  - 월간 소년 점프
  - 점프 스퀘어
  - 점프 SQ.19
  - 점프 스퀘어 세컨드
  - 소년 북
  - 히노마루
  - 후레쉬 점프

- 카도카와 서점
  - 월간 소년 에이스
  - 월간 에이스 넥스트
  - 에이스 어썰트
  - 에이스 모모구미
  - 4 컷 nano 에이스
  - 월간 드래곤 에이지
  - 드래곤 에이지 퓨어
  - 뉴 타입 에이스
  - 월간 콤프 에이스
  - 월간 코믹 광고

- 스퀘어 에닉스
  - 월간 소년 간간
  - 후레쉬 간간
  - 월간 간간 JOKER
  - 월간 소년 개그 왕
  - 간간 파워
  - 간간 WING

- 도쿠마 서점
  - 완파쿠 만화
  - 월간 만화 소년
  - 월간 소년 캡틴

- 아키타 서점
  - 주간 소년 챔피언
  - 월간 소년 챔피언
  - 모험 왕
  - 영 챔피언